# リージョナリズム
リージョナリズム（英: regionalism）とは、文脈によって2つの意味を持つ政治用語である。
意味としては共に「地方主義」「地域主義」と呼べるが、2つの定義は大きく異なり、どちらの意図で用いているかに留意する必要がある。

## 国際的なリージョナリズム
日本においてはリージョナリズムとは地域的に近接し、一定の共通性や利害を共にする複数の国が、経済的・社会的・軍事的にその関係を強化することを目指す立場を指す場合が多い。こうした場合、リージョナリズムは地域統合と訳されることもある。
国際的なリージョナリズムは、グローバリズムやナショナリズムと対立することがあると考えられることがある。グローバリズムは地球あるいは世界全体の利益を追求する立場であるので、リージョナリズムが追求する利益の範囲は狭すぎ、逆にナショナリズムは一国を中心とした利益を追求する立場であるのでリージョナリズムが追求する利益の範囲は広すぎる、という理解からである。
しかし、覇権主義的なナショナリズムは、一国を中心としたリージョナリズムに帰結するのであるから、こうした理解は必ずしも正しくない｡そもそも、リージョナリズムは歴史的には第二次世界大戦前のブロック経済に由来するものであり、帝国主義の新たな形態であると捉えることも可能である。
さらに、そもそも地域（リージョン）は相互排他的なものではなく相互重複的かつ重層的に設定可能であるから、グローバリズムと整合的なものと捉えることも可能である。環境経済学者の寺西俊一は、グローバルな利益の実現は各層でのリージョンの利益を積み上げることによってこそ可能になる、というインター・リージョナリズムの考え方を提唱している。
戦後、冷戦のもと、ブロック経済の批判的な継承として誕生したECやEFTA、あるいは東南アジアで作られた ASEAN、南アジアのSAARC、アフリカのAU、南米での南部共同体（メルコスール）、太平洋諸島フォーラム（PIF）などの地域統合の動きは、何れもリージョナリズムが具体的な形で実現したものである。それらには、米ソ2大超大国、あるいはそれらに準ずる地域大国や、他地域での地域統合に対し、弱小を自認する国々が地域的に連合して対抗するもの、あるいは少なくとも地域内の利害対立を調整して域外国につけいる隙をなくしていくためのもの、という性格もあった。冷戦後、旧社会主義圏を含めた自由、無差別、多角的貿易秩序を目指すWTOの動きが本格化する中で、リージョナリズムは特定地域間の経済的取り決めを促進する点で相反するものとみなされる。しかし、WTOの前身であるGATTの加盟国がGATTのルールによらず、2国間あるいは数カ国間で輸出自主規制措置や自由貿易地域の合意などがとられた事実と照らし合わせると、全世界規模での貿易の取り決めは難しく、地域的経済統合により拡大された経済関係を作り出すことに意義があると言われている。
ヨーロッパではECがEUとして統合を強めるとともに範囲を拡大し、北米でもNAFTAが成立するなど、リージョナリズムは強まる方向にあったが、2010年代になると欧州懐疑主義やアメリカ・ファースト高まり、政治を二分するテーマとなっている。
アジアにおいてもヨーロッパ・北米の試みに刺激され、地域的経済統合の兆候があった。1991年には ASEAN経済閣僚会議で「東アジア経済グループ」が提唱されたものの、アメリカなどによりアジアでのブロック政策として強く批判され、具体化しなかった。その後2000年代に「東アジア経済グループ」を発展させた東アジア共同体の構想が唱えられたが沈静化し、2010年代には首脳会談開催も困難なレベルに対立が加速していった。